# Henk Nijhof
Henk Nijhof (8 april 1952) is een Nederlandse GroenLinks politicus en bestuurder.

## Politieke carrière
Henk Nijhof  was van 2006 tot 2012 partijvoorzitter van GroenLinks. Na het opstappen van zijn voorganger Herman Meijer benoemde de partijraad hem in mei 2006 tot partijvoorzitter voor Meijers resterende termijn. Het partijcongres te Utrecht van 3 februari 2007 heeft hem voor een nieuwe termijn benoemd. Hij was betrokken bij het Project 2008, een proces waarbij GroenLinks opnieuw kijkt naar haar beginselen, politieke strategie en organisatie. Hij hield zich hierbij met name bezig met de mogelijke vernieuwing van de partijorganisatie.
Nijhof was twaalf jaar wethouder van de gemeente Hengelo. Voor de oprichting van GroenLinks in 1990 was hij raadslid in de fractie PSP/PPR. Hij begon zijn politieke loopbaan als lid van de PSP. Hij werkte in het onderwijs en was begin jaren negentig regiobestuurder van de onderwijsbond ABOP. Op 11 februari 2012 werd hij tijdens het 30ste partijcongres als partijvoorzitter opgevolgd door Heleen Weening.
Op 19 december 2019 stemde de raad van de gemeente Hellendoorn in met Nijhof als wethouder voor GroenLinks. Hij verving hiermee Dennis op den Dries die op 15 april 2019 overleed. In de periode voor het aantreden van Nijhof was Willem Joosten wethouder namens GroenLinks in Hellendoorn. Joosten zou in eerste instantie 16 weken aanblijven ter vervanging van wethouder Dennis op den Dries. Na het overlijden van Op den Dries heeft Joosten de vervanging voor ruim 10 maanden op zich genomen tot het aantreden van Nijhof. 